# Sarinder Singh Dillon
Sarinder Singh Dillon (ur. 11 grudnia 1946 w Hongkongu) – hongkoński hokeista na trawie pochodzenia indyjskiego, uczestnik igrzysk olimpijskich w 1964. 

## Życiorys
Urodził się w Hongkongu, gdzie uczęszczał do Sir Ellis Kadoorie School i Queen's College. 
Grał m.in. w hongkońskim Nav Bharat Club. W reprezentacji Hongkongu zadebiutował w 1964 roku a na igrzyskach w Tokio grał na lewym środku boiska. Reprezentował Hongkong tylko w jednym z siedmiu spotkań (w przegranym 0–4 meczu z Hiszpanią). Sześć meczów hongkońscy hokeiści przegrali, tylko jeden zremisowali (1–1 z Niemcami). Hokeiści z „pachnącego portu” zajęli ostatnie miejsce w swojej grupie i jako jedyna drużyna na turnieju nie odnieśli zwycięstwa; w klasyfikacji końcowej zajęli ostatnie 15. miejsce. Singh Dillon był najmłodszym hokeistą na trawie na tych igrzyskach oraz drugim najmłodszym sportowcem w całej kadrze Hongkongu (młodsza była tylko pływaczka Li Hin Yu).
Singh Dillon był w składzie Hongkongu na Igrzyskach Azjatyckich 1966 w Bangkoku, na których drużyna ta zajęła przedostatnie siódme miejsce (zwycięstwo tylko z Tajami). W 1969 grał z reprezentacją na Azjatyckim Regionalnym Turnieju Hokeja na Trawie, gdzie Hongkong zajął drugie miejsce (wygrała Japonia, ponadto udział brały Singapur, Korea Południowa i Makau). Na igrzyskach azjatyckich w 1970 zajął wraz z drużyną przedostatnie siódme miejsce a osiem lat później w tych samych zawodach Hongkończycy, z Singhiem w składzie, zajęli piąte miejsce. W międzyczasie Singh grał z reprezentacją m.in. w Regionalnym Turnieju Azji Wschodniej 1973. Swoją karierę reprezentacyjną Singh zakończył w 1980 roku; łącznie wystąpił w około 80 spotkaniach. 
Był jednym z trenerów reprezentacji Hongkongu na Igrzyskach Azjatyckich 1982, gdzie jego podopieczni zajęli przedostatnie ósme miejsce. Od 1994 do 2002 roku zasiadał w radzie Azjatyckiej Federacji Hokeja na Trawie. Był też dyrektorem wielu turniejów międzynarodowych, z czego najważniejszym był w 2004 roku turniej kwalifikacyjny do juniorskich mistrzostw świata (Wellington). Był też przewodniczącym Hongkońskiego Związku Hokeja na Trawie (był nim jeszcze w roku 2012). W 2012 Singh Dillon był jednym z pięciu zawodników z kadry olimpijskiej, który nadal mieszkał w Hongkongu.
Jego ulubionym hokeistą na trawie był indyjski zawodnik Ajit Pal Singh – m.in. medalista olimpijski.